# Europäisches Olympisches Sommer-Jugendfestival 2025/Handball
Die Turniere im Handball beim Europäischen Olympischen Sommer-Jugendfestival 2025 in Skopje wurden vom 21. bis zum 26. Juli 2025 ausgetragen.

## Bilanz

### Medaillenspiegel
| Platz  | Land        | Gold | Silber | Bronze | Gesamt |
| ------ | ----------- | ---- | ------ | ------ | ------ |
| 1      | Deutschland | 1    | 1      | –      | 2      |
| 2      | Island      | 1    | –      | 1      | 2      |
| 3      | Schweiz     | –    | 1      | –      | 1      |
| 4      | Kroatien    | –    | –      | 1      | 1      |
| Gesamt | Gesamt      | 2    | 2      | 2      | 6      |

### Medaillengewinner
| Disziplin | Gold | Silber | Bronze |
| --------- | --- | --- | --- |
| Jungen    | IslandPatrekur Smári Arnarsson Ragnar Hilmarsson Kristófer Tómas Gíslason Sigurmundur Gísli Unnarsson Anton Heldersson Ómar Darri Sigurgeirsson Freyr Aronsson Gunnar Róbertsson Alex Unnar Hallgrímsson Anton Frans Sigurðsson Bjarki Snorrason Matthías Dagur Þorsteinsson Örn Kolur Kjartansson Logi Finnsson Kári Steinn Guðmundsson | DeutschlandTobias Dengler Tjorven Knackstedt Dominik Barth Jasper Anschütz Julius Eisend Malte Elze Kalle Gaugisch Malte Hagedorn Friedrich Henselek Leo Nowak Julius Pöthke Albert Sandeck Tilman Stark Tim Thielicke Leonard Volk | KroatienFran Lovrić Emanuel Fištrović Šandor Budemac Luka Ozvačić Josip Čulo Mario Kujundžić Vice Badurina Josip Radman David Bajan Vito Raguž Andrej Vito Gorički Hrvoje Sadlek Andrija Karačić Vice Lušić Ivano Orlović |
| Mädchen   | DeutschlandLotta Willuhn Anabel Rohde Elsa Wonnenberg Mia Fuchs Anni Horn Linnea Radzeviciute Ida Subke Katlyn Reymann Romy Klein Jette Lojewski Emely Bach Charlize Tesch Nora Lange Mara Lehmann Tilda Halbe | SchweizJessica Acklin Jael Billeter Nora Emmenegger Emma Heer Lisa Herger Cristina Hofstetter Amy Koch Sajana Leupi Lauryn Mierzwa Julie Moser Sophia Rhyner Leandra Setz Lena Stoll Aita Wegmann Haylie Wildhaber                  | IslandRoksana Jaros Erla Rut Viktorsdóttir Agnes Lilja Styrmisdóttir Tinna Ósk Gunnarsdóttir Hekla Sóley Halldórsdóttir Vigdís Arna Hjartarsdóttir Ebba Guðríður Ægisdóttir Danijela Sara Björnsdóttir Klara Káradóttir Valgerður Elín Snorradóttir Guðrún Ólafía Marinósdóttir Alba Mist Gunnarsdóttir Laufey Helga Óskarsdóttir Eva Lind Tyrfingsdóttir Eva Steinsen Jónsdóttir |

## Jungen

### Vorrunde
| Datum         | Uhrzeit | Begegnung      | Begegnung      | Ergebnis |
| ------------- | ------- | -------------- | -------------- | -------- |
| 21. Juli 2025 | 11:30   | Portugal       | Norwegen       | 32:25    |
| 21. Juli 2025 | 13:45   | Deutschland    | Ungarn         | 36:28    |
| 21. Juli 2025 | 16:00   | Spanien        | Island         | 19:31    |
| 21. Juli 2025 | 18:15   | Nordmazedonien | Kroatien       | 19:27    |
| 22. Juli 2025 | 11:30   | Ungarn         | Norwegen       | 33:22    |
| 22. Juli 2025 | 13:45   | Deutschland    | Portugal       | 31:21    |
| 22. Juli 2025 | 16:00   | Island         | Kroatien       | 35:21    |
| 22. Juli 2025 | 18:15   | Spanien        | Nordmazedonien | 31:26    |
| 23. Juli 2025 | 11:30   | Norwegen       | Deutschland    | 20:31    |
| 23. Juli 2025 | 13:45   | Portugal       | Ungarn         | 28:35    |
| 23. Juli 2025 | 16:00   | Kroatien       | Spanien        | 21:21    |
| 23. Juli 2025 | 18:15   | Nordmazedonien | Island         | 27:36    |

### Hauptrunde

#### Platzierungsspiele
|  | Platzierungsrunde | Platzierungsrunde | Platzierungsrunde |  |         | Spiel um Platz 5 | Spiel um Platz 5 | Spiel um Platz 5 |
|  |                   |                   |                   |  |         |                  |                  |                  |
|  |                   |                   |                   |  |         |                  |                  |                  |
|  |                   | Spanien           | 35                |  |         |                  |                  |                  |
|  |                   | Norwegen          | 32                |  |         |                  |                  |                  |
|  |                   |                   |                   |  | Spanien | 23               |                  |                  |
|  |                   |                   |                   |  |         | Portugal         | 18               |                  |
|  |                   | Portugal          | 31                |  |         |                  |                  |                  |
|  |                   | Nordmazedonien    | 30                |  |         | Spiel um Platz 7 | Spiel um Platz 7 | Spiel um Platz 7 |
|  |                   |                   |                   |  |         |                  | Norwegen         | 37               |
|  |                   | Nordmazedonien    | 32                |  |         |                  |                  |                  |
|  |                   |                   |                   |  |         |                  |                  |                  |

#### Finalspiele
|  | Halbfinale | Halbfinale  | Halbfinale |  |        | Finale          | Finale          | Finale          |
|  |            |             |            |  |        |                 |                 |                 |
|  |            |             |            |  |        |                 |                 |                 |
|  |            | Island      | 40         |  |        |                 |                 |                 |
|  |            | Ungarn      | 32         |  |        |                 |                 |                 |
|  |            |             |            |  | Island | 28              |                 |                 |
|  |            |             |            |  |        | Deutschland     | 25              |                 |
|  |            | Deutschland | 35         |  |        |                 |                 |                 |
|  |            | Kroatien    | 23         |  |        | Spiel um Bronze | Spiel um Bronze | Spiel um Bronze |
|  |            |             |            |  |        |                 | Ungarn          | 31              |
|  |            | Kroatien    | 37         |  |        |                 |                 |                 |
|  |            |             |            |  |        |                 |                 |                 |

### Abschlussplatzierungen
| Rang   | Team           |
| ------ | -------------- |
| Gold   | Island         |
| Silber | Deutschland    |
| Bronze | Kroatien       |
| 04.    | Ungarn         |
| 05.    | Spanien        |
| 06.    | Portugal       |
| 07.    | Norwegen       |
| 08.    | Nordmazedonien |

## Mädchen

### Vorrunde
| Datum         | Uhrzeit | Begegnung      | Begegnung      | Ergebnis |
| ------------- | ------- | -------------- | -------------- | -------- |
| 21. Juli 2025 | 11:30   | Ungarn         | Niederlande    | 23:24    |
| 21. Juli 2025 | 13:45   | Deutschland    | Frankreich     | 26:26    |
| 21. Juli 2025 | 16:00   | Nordmazedonien | Island         | 22:29    |
| 21. Juli 2025 | 18:15   | Schweiz        | Norwegen       | 33:22    |
| 22. Juli 2025 | 11:30   | Frankreich     | Niederlande    | 27:28    |
| 22. Juli 2025 | 13:45   | Deutschland    | Ungarn         | 33:14    |
| 22. Juli 2025 | 16:00   | Schweiz        | Nordmazedonien | 33:20    |
| 22. Juli 2025 | 18:15   | Norwegen       | Island         | 25:30    |
| 23. Juli 2025 | 11:30   | Niederlande    | Deutschland    | 25:29    |
| 23. Juli 2025 | 13:45   | Ungarn         | Frankreich     | 23:24    |
| 23. Juli 2025 | 16:00   | Nordmazedonien | Norwegen       | 23:30    |
| 23. Juli 2025 | 18:15   | Island         | Schweiz        | 21:34    |

### Hauptrunde

#### Platzierungsspiele
|  | Platzierungsrunde | Platzierungsrunde | Platzierungsrunde |  |            | Spiel um Platz 5 | Spiel um Platz 5 | Spiel um Platz 5 |
|  |                   |                   |                   |  |            |                  |                  |                  |
|  |                   |                   |                   |  |            |                  |                  |                  |
|  |                   | Frankreich        | 39                |  |            |                  |                  |                  |
|  |                   | Nordmazedonien    | 18                |  |            |                  |                  |                  |
|  |                   |                   |                   |  | Frankreich | 32               |                  |                  |
|  |                   |                   |                   |  |            | Ungarn           | 18               |                  |
|  |                   | Norwegen          | 17                |  |            |                  |                  |                  |
|  |                   | Ungarn            | 20                |  |            | Spiel um Platz 7 | Spiel um Platz 7 | Spiel um Platz 7 |
|  |                   |                   |                   |  |            |                  | Nordmazedonien   | 22               |
|  |                   | Norwegen          | 31                |  |            |                  |                  |                  |
|  |                   |                   |                   |  |            |                  |                  |                  |

#### Finalspiele
|  | Halbfinale | Halbfinale  | Halbfinale |  |             | Finale          | Finale          | Finale          |
|  |            |             |            |  |             |                 |                 |                 |
|  |            |             |            |  |             |                 |                 |                 |
|  |            | Deutschland | 28         |  |             |                 |                 |                 |
|  |            | Island      | 24         |  |             |                 |                 |                 |
|  |            |             |            |  | Deutschland | 26              |                 |                 |
|  |            |             |            |  |             | Schweiz         | 24              |                 |
|  |            | Schweiz     | 31         |  |             |                 |                 |                 |
|  |            | Niederlande | 23         |  |             | Spiel um Bronze | Spiel um Bronze | Spiel um Bronze |
|  |            |             |            |  |             |                 | Island          | 31              |
|  |            | Niederlande | 26         |  |             |                 |                 |                 |
|  |            |             |            |  |             |                 |                 |                 |

### Abschlussplatzierungen
| Rang   | Team           |
| ------ | -------------- |
| Gold   | Deutschland    |
| Silber | Schweiz        |
| Bronze | Island         |
| 04.    | Niederlande    |
| 05.    | Frankreich     |
| 06.    | Ungarn         |
| 07.    | Norwegen       |
| 08.    | Nordmazedonien |